# 카 페사로

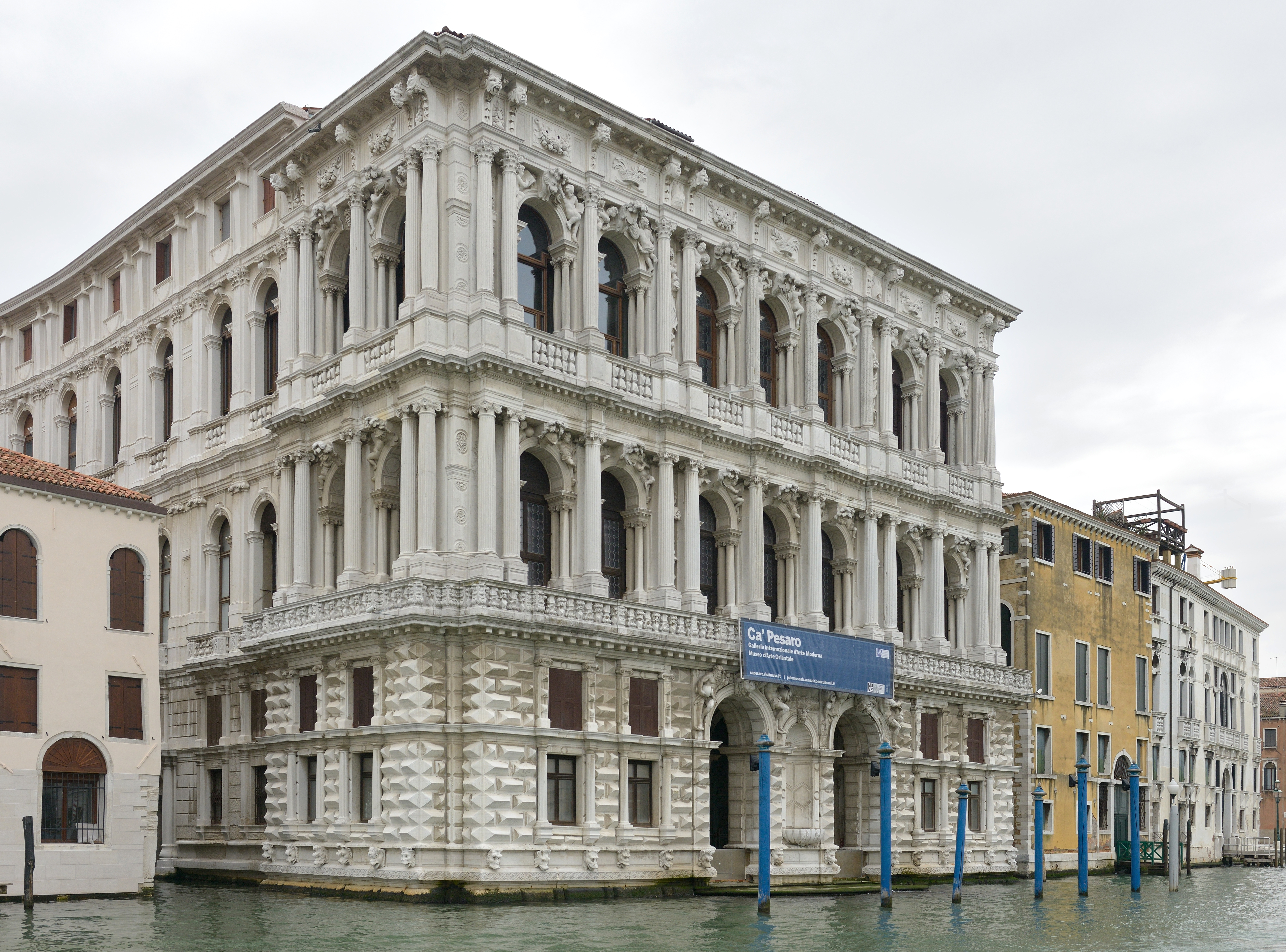
카 페사로

카 페사로(이탈리아어: Ca' Pesaro)는 이탈리아 베네치아 카날 그란데에 있는 궁전이다. 지금은 미술관으로 사용되고 있으며, 1층과 2층은 국제 근대 미술관(Galleria Internazionale d'Arte Moderna), 3층은 동양 미술관(Museo d'arte orientale)으로 사용된다.